# Алфа-банк
 Тази статия е за банката в Русия.  За банката в Гърция вижте Алфа Банк.  
Алфа-банк (на руски: Альфа-банк) е частна банка в Русия със седалище в гр. Москва. По данни на „Форбс“ към края на 2010 г. по активи тя е 7-а банка в страната и най-голямата частна банка.

## История
Учредена е на 20 декември 1990 г., а получава лиценз за извършване на банкови операции през януари 1991 г. Преобразува се от дружество с ограничена отговорност в открито (публично) акционерно дружество през януари 1998 г. Обединява се с групата компании „Алфа-капитал“ през юли същата година.
Относително безболезнено преодолява икономическата криза в Русия от 1998 г. (след мораториума върху плащанията от правителството от 17 август същата година), без да прекратява плащанията на вложителите и изправно погасявайки купоните по еврооблигациите. Успява да се справи също и с 20% панически отлив на частни вложители през юли 2004 г. на обща стойност 650 млн. ам. дол., като се налага нейните акционери да помагат с лични средства.

## Общи данни

### Собственост
Над 77% от акциите на банката принадлежат на мощната финансово-промишлена „Алфа-Групп“ (фактически този пакет непряко владеят или контролират Михаил Фридман – 36,47%, Герман Хан – 23,27%, и Алексей Кузмичов – 18,12%), а останалите акции – на физически лица, вкл. 13,76% – на президента на банката Пьотър Авен.

### Дейност
„Алфа-банк“ е универсална банка, работеща с юридически и физически лица. Обслужването на физически лица се осъществява и с помощта на интернет-банкинг (система „Альфа-Клик“).
В света работят около 110 отделения и филиала на банката, дъщерни банки в Украйна, Беларус, Казахстан и Нидерландия. Представителства на банката действат във Великобритания, Кипър и САЩ. Персоналът е над 16 хил. души.

### Финансови данни
- уставен капитал – 59,588 млрд. руб. (2009 г.)
- собствен капитал – 3,4 млрд. ам. дол. (2011 г.)
- активи – 31,4 млрд. ам. дол. (2011 г.)
- чиста печалба – 641 млн. ам. дол. (2011 г.)